# リチャード・クート (第3代ベロモント伯爵)
第3代ベロモント伯爵リチャード・クート（英語: Richard Coote, 3rd Earl of Bellomont、1683年頃 – 1766年2月10日）は、アイルランド貴族。

## 生涯
初代ベロモント伯爵リチャード・クートとキャサリン・ナンファン（Catharine Nanfan、1665年2月9日 – 1738年3月12日、ブリッジス・ナンファンの娘）の息子として生まれた。
1708年6月14日に兄ナンファンが死去すると、ベロモント伯爵位を継承、1709年6月15日にアイルランド貴族院議員に就任した。
1729年3月23日、家領であるコルーニーを17,000ポンドにわずかに満たない金額で売却した。1738年3月12日、母からバーツモートンの地所を継承した。
1766年2月10日に死去、バーツモートンで埋葬された。2人の息子に先立たれており、ベロモント伯爵位は廃絶した。一方、従属爵位であったクート男爵は叔父トマス（1741年4月24日没）の孫にあたるチャールズ・クートが継承した。バーツモートンとベローの地所は娘ジュディスが継承、1771年にジュディスが生涯未婚のまま死去するとチャールズ・クートが地所を継承した。

## 家族
ジュディス・ウィルキンソン（Judith Wilkinson、1719年4月6日没、フランシス・ウィルキンソンの娘）と結婚、2男2女をもうけた。
- リチャード（1740年10月23日没） - 生涯未婚
- トマス（1710年4月15日 – 1765年3月24日） - エリザベス・ボンド（Elizabeth Bond、1763年7月9日没、トマス・ボンドの娘）と結婚、子供なし
- メアリー
- ジュディス（1771年1月10日没） - 生涯未婚

1721年5月4日、アン・ホロウェイ（Anne Holloway、1724年2月13日没、ジョン・ホロウェイの娘）と再婚した。